# Зуров, Александр Елпидифорович
Алекса́ндр Елпидифо́рович (Эльпидифо́рович) Зу́ров (4 (16) ноября 1837—14 (27) января 1902) — русский государственный деятель, генерал от кавалерии, Гродненский губернатор (1868—1870) и Санкт-Петербургский градоначальник (1878—1880). Почётный гражданин городов Гродно, Соколки и Белостока (16 (28) февраля 1879 получил разрешение, присвоено в 1878 году).

## Биография
Православный. Из старинного дворянского рода Новгородской губернии. Сын сенатора, действительного тайного советника Елпидифора Антиоховича Зурова и графини Екатерины Александровны Буткевич (Стройновская-Зурова) (1800—1867).
Воспитывался в Пажеском корпусе, признан «отличнейшим» и внесён под номером 5 в особую книгу корпуса. С 11 июня 1855 года — камер-паж. 16 июня 1856 года из Пажеского корпуса произведён в корнеты и направлен на службу в Кавалергардский полк. С 1 июля 1859 года — поручик. 19 июля 1860 года назначен адъютантом к Санкт-Петербургскому военному генерал-губернатору Игнатьеву. 15 мая 1861 года назначен старшим адъютантом к дежурному генералу Главного штаба. 30 августа 1861 года произведён в штабс-ротмистры, 17 апреля 1863 года — в ротмистры. В 1863 году был откомандирован для исполнения обязанностей адъютанта при члене Военного совета генерале от кавалерии бароне Оффенберге. 27 марта 1866 года произведён в полковники. 28 апреля 1867 года назначен офицером особых поручений при начальнике Главного штаба. 20 октября 1869 года утверждён почётным мировым судьёй Старорусского уезда Новгородской губернии. Высочайшим указом от 15 июля 1870 года произведён в генерал-майоры со старшинством и назначен гродненским губернатором с зачислением по армейской кавалерии. В следующем году был пожалован в генерал-майоры Свиты. В 1871—1878 годах — почётный мировой судья Старорусского судебного округа.
В 1874 году, решая дело о 64 уроженцах Волковысского уезда, оставивших работу на строительстве Привислинской железной дороги, не предал их суду в соответствии с «Уложением об наказаниях» 1874 года.
В апреле 1876 года получил «изъявление Высочайшего благоволения» за деятельность по взиманию податей и других окладных сборов, в 1878 году — повторное Монаршее благоволение за деятельность по взиманию окладных сборов, 25 ноября 1876 года — за успешное выполнение первого призыва запасных нижних чинов в связи с подготовкой к русско-турецкой войне. 6 мая 1877 года Зурову была объявлена Высочайшая благодарность за активную деятельность по призыву запасных нижних чинов и поставке населением лошадей для войск, способствовавшей успешной мобилизации частей армии.
1 октября 1876 года по инициативе Зурова в Гродно была открыта повивальная школа, при которой существовал родильный приют. 6 июля 1879 года поступило разрешение о размещении портрета Зурова в классной комнате гродненской повивальной школы. В 1877 году разрешил лютеранско-евангелической общине Гродно организовать концерт и разыграть лотерею для сбора денег на новый орган для кирхи.
Высочайшим указом от 9 мая 1878 года назначен Санкт-Петербургским градоначальником с сохранением свитского звания и чина в армейской кавалерии. В период его службы был утверждён «План урегулирования Санкт-Петербурга» — определены основы планировки не только центральных, но и окраинных городских территорий; установлены первые электрические фонари на Литейном мосту; построено здание Военно-топографического училища; открыты Петербургские высшие женские курсы (Бестужевские); основан Главный артиллерийский полигон; у Симеоновского моста открыт каменный цирк Гаэтано Чинизелли; установлена одна из первых мемориальных досок на доме, где находилась последняя квартира А. С. Пушкина.
21 сентября 1879 года была учреждена стипендия имени Зурова в Гродненской гимназии и Белостокском реальном училище. Капитал в 3000 рублей был собран на пожертвования служащих и жителей Гродненской губернии. В 1895 году была учреждена стипендия его имени в Гродненской женской гимназии, а в 1903 году было принято решение поместить портрет почётного опекуна Зурова в зале гимназии.
8 мая 1880 года был уволен по состоянию здоровья и причислен к Министерству внутренних дел. В 1881 году направлен Александром III с известительными письмами к румынскому королю, сербскому и черногорскому князьям, о вступлении на престол императора. В том же году назначен членом Комиссии для пересмотра всех временных узаконений для противодействия социалистическому движению.
Одним из первых оказал помощь гродненским погорельцам в 1885 году (пожертвовал 500 рублей).
30 августа 1888 года произведён в генерал-лейтенанты. В 1889—1899 годах — управляющий Петербургским воспитательным домом. В 1893 году состоял почётным членом Гродненского благотворительного общества. В 1902 году — товарищ министра внутренних дел и командующего Отдельным корпусом жандармов.
Скончался в январе 1902 года от «грудной жабы». Похоронен на Тихвинском кладбище Александро-Невской лавры.

## Семья

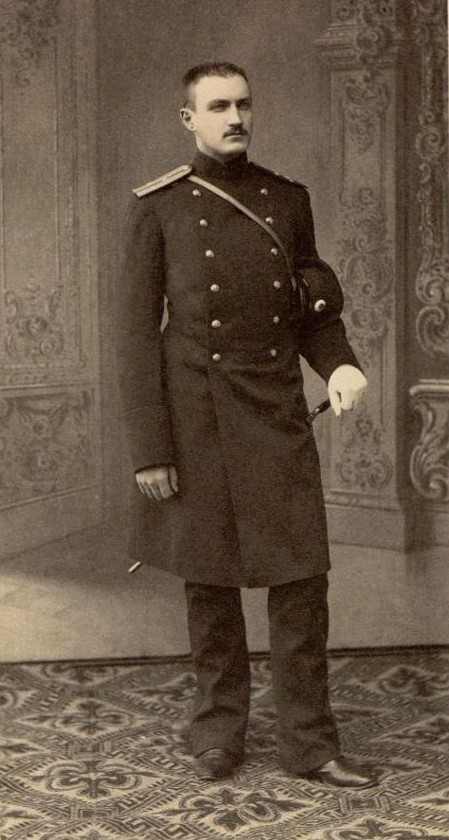
Александр Александрович Зуров, поручик Преображен-ского лейб-гв. полка. 1891 г.

Был женат на дочери председателя Комитета министров графа П. Н. Игнатьева Ольге Павловне Игнатьевой (1837—1910); от этого брака — 4 сына и 3 дочери:
- Мария Александровна Зурова (1861—1924), фрейлина. Ее муж — Михаил Николаевич Буткевич.
- Алексей Александрович Зуров (1864—1905) — капитан 2 ранга, старший офицер крейсера I ранга «Светлана». Окончил Морской кадетский корпус (1885). Мичман (1885). Лейтенант «за отличие по службе» (1891). Капитан 2 ранга «за отличие по службе» (1901). Со 2 января 1894 года — адъютант его императорского высочества генерал-адмирала Алексея Александровича. С 27 сентября 1902 года — старший офицер крейсера I ранга «Светлана». Погиб во время последнего боя «Светланы» с японскими крейсерами в Цусимском сражении. Был похоронен в Свято-Троицкой Сергиевой Приморской пустыни на монастырском кладбище (могила не сохранилась)[4].
- Александр Александрович Зуров (13.10.1863[5]—1937), генерал-майор. Учился в Пажеском корпусе, служил в Преображенском полку. В 1884 году произведён в офицеры. Дослужился до командира лейб-гвардии Семёновского полка. С 1908 года — в отставке. До самой революции 1917 года управлял дворцами в Москве и занимался историческими работами в московских архивах. После революции эмигрировал в Польшу. Здесь, занимаясь фермерством, он и умер в 1937 году.
- Павел Александрович Зуров (1867—1937). Репрессирован, приговорен к ВМН[6]. Реабилитирован в 1959 году[7].
- Николай Александрович Зуров (ок.1870—1931). В 1893 году окончил по первому разряду Пажеский корпус, служил в лейб-гвардии Преображенском полку. Владелец усадьбы Ронское в Осташковском уезде[8]. В 1930 году был арестован, приговорен к пяти годам ИТЛ, в октябре 1930 года отправлен с этапом в Соликамск, умер в Вишерском лагере[9].
- Екатерина  Александровна Зурова (1869—после 1930), фрейлина. Вместе с сестрой Надеждой служила в Санкт-Петербургском сиротском приюте в память цесаревича Николая Александровича.
- Надежда Александровна Зурова (1877—1963), фрейлина. Училась живописи у художника К.Крыжицкого. В 1912 году стала одной из учредительниц общества Крыжицкого (Общество помощи нуждающимся художникам в память академика К.Я.Крыжицкого)[10].  В 1921 году вместе с братом Павлом попыталась покинуть Советскую Россию. Была задержана, приговорена к 5 месяцам заключения в исправительном доме. В конце 1920-х годов ей удалось выехать в Польшу, а затем в Чехию и во Францию. Похоронена на кладбище Сент-Женевьев-де-Буа.

## Военные чины
- Корнет (16.06.1856)[11]
- Поручик (01.07.1859)
- Штабс-ротмистр (30.08.1861)
- Ротмистр (17.04.1863)
- Полковник (27.03.1866)
- Генерал-майор (01.01.1870)
- Генерал-лейтенант (30.08.1888)
- Генерал от кавалерии (09.04.1900)

## Награды
- Орден Святого Станислава 3 степени (1861)[11]
- Орден Святой Анны 3 степени с мечами и бантом (1863)
- Орден Святого Владимира 3 степени (1865)
- Орден Святого Станислава 2 степени с короной (1867)
- Орден Святой Анны 2 степени (1869)
- Орден Святого Станислава 1 степени (1873)
- Знак отличия за поземельное устройство бывших государственных крестьян (1873)
- Орден Святой Анны 1 степени (1875)
- Орден Святого Владимира 2 степени (1878) — за управление Гродненской губернией
- Орден Белого Орла (1892)
- Орден Святого Александра Невского (1896)
- Алмазные знаки к ордену Святого Александра Невского (1899)
- Медаль за подавление восстания 1863—1864 годов
- Малая золотая медаль в память коронации Александра III
- Знак отличия Красного Креста

Иностранные:
- мекленбург-шверинский Орден Вендской короны 2 степени (1879)
- румынский Орден Звезды 1 степени (1881)
- сербский Орден Такова 1 степени (1881)
- черногорский Орден князя Даниила I 1 степени (1881)
- австрийский Орден Железной короны, командорский крест 2 степени